# العلاقات الإسرائيلية الفنزويلية
إن العلاقات الإسرائيلية - الفنزويلية تشير إلى العلاقات الخارجية بين إسرائيل وفنزويلا.
لقد صوتت فنزويلا لصالح العضوية الإسرائيلية في الأمم المتحدة في عام 1949، وأقامت روابط دبلوماسية. وعلى الرغم من أن العلاقات بين البلدين كانت قوية تقليديا، فإنها تدهورت إلى حد كبير تحت رئاسة هوغو تشافيز، فيما يتعلق بإدانات تشافيز بشأن حرب لبنان عام 2006، وتعزى جزئيا إلى السياسة الخارجية لتشافيز المتعلقة بإيران ومعارضة إسرائيل السياسية لها. كما أن تشافيز وضع نفسه على المسرح العالمي كمعارض للسياسة الخارجية الأمريكية - فالولايات المتحدة الأمريكية وإسرائيل شركاء في الدفاع والعلاقات الدولية، ولا سيما فيما يتعلق بالشرق الأوسط. في أعقاب النزاع بين إسرائيل وغزة 2008–2009، قامت فنزويلا، بقطع جميع العلاقات الدبلوماسية مع إسرائيل، وأدانت أعمالها. وفي 27 أبريل 2009، اجتمع نيكولاس مادورو، وزير خارجية فنزويلا، بوزير الشؤون الخارجية للسلطة الوطنية الفلسطينية، رياض المالكي، في كاراكاس، حيث أنشئت علاقات دبلوماسية رسمية.

## التاريخ
صوتت فنزويلا لصالح خطة الأمم المتحدة لتقسيم فلسطين في 29 نوفمبر 1947، وأقامت علاقات دبلوماسية مع إسرائيل في وقت لاحق.
وقد وصل في الفترة 1959/60 أول ممثل لفنزويلا في إسرائيل، هو الدكتور رومولو أراوخو، وكان مقره في فندق الملك داود في القدس. وبعد ذلك بعام، كانت البعثة تقع في حي كاتمون في شارع راشيل إيمينو 28، حيث بقيت حتى عام 1980. جرى تعزيز الروابط في عام 1962، بحيث تم تبادل السفراء بشكل كامل. وفي الفترة 1960–64، عمل فيسنتي جيرباسي، وهو أحد الشعراء، ممثلا وسفيرا فنزويليا. واستعيض عنه ببيدرو أبريو، وفي الفترة 1969/70 تولى نابليون خيمينيز. وفي عام 1980، عندما اختارت فنزويلا والعديد من الدول الأخرى نقل سفاراتها إلى خارج القدس، كان لويس لا كورتي هو السفير. في عام 1962، قدم جيرباسي لقرية عربية جرار من فنزويلا. خلال حرب 1967، ذهب العديد من اليهود الفنزويليين إلى إسرائيل للقتال من أجل إسرائيل.
وعندما أصدرت الأمم المتحدة قرار الجمعية العامة 3379 في 10 نوفمبر 1975، «تحديد أن الصهيونية هي شكل من أشكال العنصرية والتمييز العنصري»، امتنعت فنزويلا عن التصويت. أُلغي القرار فيما بعد.
وكان ميلوس ألكالاي هو سفير فنزويلا لدى إسرائيل في الفترة من عام 1992 إلى عام 1995. وقام شيمون بيريز، وزير الخارجية الإسرائيلي، بزيارة كاراكاس في يناير 1995، خلال إدارة كالديرا الثانية، «لتعزيز العلاقات مع البلدان الصديقة، وتعميق التعاون في مجالات المنفعة المتبادلة». وأشار وزير خارجية فنزويلا إلى أن «حفل استقبال وزير الخارجية بيريز لم يسبق له مثيل».

## العلاقات الأخيرة
في عام 2005، أبلغ المدير التنفيذي للجنة اليهودية الأمريكية عن «وجود سفارة إسرائيلية نشطة في كاراكاس وتجارة ثنائية متواضعة ولكنها متنامية».

### صفقة F-16 لعام 2005
في عام 2005، كان لدى إسرائيل اتفاقية مع فنزويلا لصيانة وتحديث طائراتها المقاتلة من طراز F-16 الأمريكية، لكن إدارة شارون أغضبت وزارة الخارجية الأمريكية عندما باعت طائرات بدون طيار إلى الصين. في أكتوبر 2005، منعت وزارة الخارجية صفقة F-16 الإسرائيلية الفنزويلية من خلال رفض منح تراخيص التصدير للحكومة الإسرائيلية. قال المعهد اليهودي للأمن القومي الأمريكي إن وزارة الخارجية «طلبت» من الحكومة الإسرائيلية إنهاء جميع العقود العسكرية مع فنزويلا التي تنطوي على تكنولوجيا مستمدة من الولايات المتحدة والامتناع عن بيع التكنولوجيات العسكرية الإسرائيلية إلى فنزويلا.

### الصراع الإسرائيلي - اللبناني 2006
ردا على الغارة الإسرائيلية على قانا، في 31 يوليو، قال نائب الرئيس خوسيه فيسنتي رانغيل «إن قتل عشرات من النساء والأطفال ليس له أي مبرر». وقد تحملت الأمم المتحدة والدول القوية الأخرى اللوم على الهجوم لأنها استجابت للحملة العسكرية الإسرائيلية في فلسطين ولبنان «بصمت وإغفال». ففنزويلا لم تكن لديها أبداً مواقف معادية لليهود وتعترف بوجود إسرائيل كدولة وترحب بالجالية اليهودية وتضمن احترامها الكامل". ديما خطيب، من قناة الجزيرة، ذكرت أن تشافيز كان أول رئيس دولة يدين إسرائيل بقسوة بسبب الصراع بين إسرائيل ولبنان، حتى قبل أي بلد عربي أو مسلم. في 3 أغسطس 2006 أمر تشافيز القائم بالأعمال الفنزويلي إلى إسرائيل بالعودة من تل أبيب إلى كاراكاس، احتجاجا على النزاع الإسرائيلي - اللبناني 2006. ووفقًا لصحيفة ميامي هيرالد، بعد يومين، في برنامج الأحد الإذاعي "مرحبا بالرئيس«، اتهم تشافيز إسرائيل» بالجنون وإلحاق الضرر بالشعبين الفلسطيني واللبناني بنفس الشيء الذي انتقدوه، وهو محق في ذلك: معبد المحرقة. لكن هذه محرقة جديدة «بمساعدة الولايات المتحدة، التي وصفها بأنها بلد إرهابي»، مضيفًا أن الولايات المتحدة ترفض «السماح لمجلس الأمن [التابع للأمم المتحدة] باتخاذ قرار بوقف الإبادة الجماعية التي ترتكبها إسرائيل ضد الشعبين الفلسطيني واللبناني». وقد ردت الحكومة الإسرائيلية باستدعاء السفير الإسرائيلي لدى فنزويلا. ومضى تشافيز إلى تكرار المقارنة مع المحرقة بعد ذلك بعدة أيام.
في الوطن العربي، كانت تصرفات وتعليقات تشافيز موضع إشادة كبيرة، وعلقت صحيفة الأهرام ويكلي بأن تشافيز "برز كأكثر زعيم شعبي في العالم العربي". ووفقا لما ذكرته وكالة البرقية اليهودية، فإن تشافيز "يقيم علاقات إستراتيجية أوثق مع البلدان العربية وإيران، كما أنه يبرز كمؤيد رئيسي للرئيس الإيراني محمود أحمدي نجاد. وعلى الرغم من أنه ليس من غير العادي أن تحتفظ البلدان الأعضاء في منظمة البلدان المصدرة للنفط (أوبك) بعلاقاتها، فإن كارلوس روميرو، وهو عالم سياسي في جامعة فنزويلا المركزية، يقول "منذ تأسيس إسرائيل، حافظت فنزويلا على توازن بين مصالحها في إسرائيل والبلدان العربية. وقد قام تشافيز بكسر هذا".
وقال وزير النفط الفنزويلي رفائيل راميريز في 13 أغسطس 2006 إن فنزويلا لن تدعم حظر نفط أوبك ردا على أزمة الشرق الأوسط، لكنه قال: «ما كنا نحذره ونستنكره في العامين الأخيرين سنوات هي العدوان الدائم للسياسة الخارجية الأمريكية تجاه منتجي أوبك،» التي تستمر في «الضغط على» سوق النفط. أرجع راميريز أسعار النفط القياسية إلى «سياسة العدوان الدائم من قبل الولايات المتحدة ضد فنزويلا وإيران» و«دول الخليج العربي».
في 25 أغسطس 2006، ذكرت وكالة رويترز أن تشافيز دعا القادة الإسرائيليين أن يواجهو محاكمة بتهمة إبادة جماعية بسبب في النزاع اللبناني. من بكين، قال تشافيز أن الدولة اليهودية «فعلت شيئاً مماثلاً، أو ربما أسوأ من يعرف، مما فعله النازيون».
في أغسطس 2006، أثناء زيارة تشافيز إلى سوريا، ذكرت صحيفة «إل يونيفرسال» أن حكومتي سوريا وفنزويلا طالبتا إسرائيل بالانسحاب من مرتفعات الجولان.

### 2008
في عام 2008، أثناء الخلاف مع كولومبيا حول تدخل الأخيرة في الإكوادور، قال تشافيز إن «الحكومة الكولومبية أصبحت إسرائيل أمريكا اللاتينية». وكرر أيضا، أثناء قيامه بذلك، انتقاده للضربات التي شنتها قوات الدفاع الإسرائيلية على المقاتلين الفلسطينيين.

### حرب غزة (2009)
قطع تشافيز العلاقات الدبلوماسية وطرد السفير الإسرائيلي وموظفيه بعد حرب غزة 2008–2009 التي خلفت 1200 قتيل وأكثر من 5000 جريح فلسطيني. وقد ردت الحكومة الإسرائيلية بطرد دبلوماسيين فنزويليين من البلاد. في أبريل 2009، اعترفت فنزويلا رسمياً بوجود دولة فلسطين، وكررت في سبتمبر الاتهام بأن إسرائيل كانت مذنبة بارتكاب إبادة جماعية ضد الفلسطينيين بالقول: «السؤال المطروح هو ليس ما إذا كان الإسرائيليون يريدون إبادة الفلسطينيين. إنهم يفعلون ذلك بصورة علنية».
عندما سُئل عما إذا كان يعترف بحق إسرائيل في العيش داخل حدود آمنة ومعترف بها، قال الرئيس الفنزويلي إنه يعترف بهذه الحقوق للإسرائيليين، قائلاً «أعترف بالحق في إن إسرائيل، مثلها مثل أي دولة أخرى، لها نفس الحقوق، بما في ذلك الدولة الفلسطينية المستقبلية، لكن يجب على إسرائيل احترام مبدأ تقرير المصير للفلسطينيين».
في أبريل 2009، اختارت إسرائيل كندا كقوة حماية في فنزويلا. في سبتمبر 2009، عينت وزارة الشؤون الخارجية الفنزويلية إسبانيا كقوة حماية لها في إسرائيل.

### 2010
في تجمع حاشد في يونيو 2010، قال تشافيز إن «إسرائيل تمول المعارضة الفنزويلية، وهناك حتى مجموعات من الإرهابيين الإسرائيليين، الموساد، الذين يطاردوني ويحاولون قتلي». ردا على ذلك، قال المدير التنفيذي للجنة اليهودية الأمريكية، ديفيد هاريس، أن: «هذه الاتهامات التي لا أساس لها من قبل الرئيس تشافيز خطرة بشكل قاطع وتستخدم من قبله لتعزيز موقفه السياسي الخاص». وفي الخطاب ذاته، وصف تشافيز إسرائيل بأنها «دولة إرهابية وقاتلة»، وشتمها بقوله: «أغتنم هذه الفرصة لإدانة دولة إسرائيل من روحي وحدسي مرة أخرى: ملعونة هي دولة إسرائيل! اللعنة على الارهابيين والقتلة!».
وخلال زيارة قام بها الرئيس السوري بشار الأسد إلى فنزويلا في يونيو 2010، اتهم تشافيز إسرائيل بأنها «الذراع القاتلة للولايات المتحدة» وأنه «في يوم من الأيام ستوضع دولة الإبادة الجماعية إسرائيل عند حدها».

### 2017
أعلن نيكولاس مادورو عن «رغبته» في إعادة العلاقات مع إسرائيل.
2019
أعلن رئيس الوزراء الإسرائيلي، بنيامين نتنياهو، في السابع والعشرين من يناير 2019، اعترافه بالمعارض الفنزويلي، خوان غوايدو، رئيسا انتقاليا لفنزويلا. وقال نتنياهو، في بيان وجيز تلاه عبر شريط فيديو نشره مكتبه الإعلامي: "تنضم إسرائيل إلى الولايات المتحدة وكندا ومعظم دول أمريكا اللاتينية وأوروبا في الاعتراف بالقيادة الجديدة في فنزويلا. "إسرائيل واحدة من أكثر أذرع الإمبراطورية الشمالية دموية، ليس في غزة فحسب وليس في الشرق الأوسط فقط، بل في العالم أجمع”، بعد تصريح الرئيس الفنزويلي الراحل، هوغو تشافيز بموقفه هذا تجاه حكومة الاحتلال الإسرائيلي، بهذه الكلمات وإعلانه للقطيعة الدبلوماسية التي استمرت لأكثر من 10 سنوات تقريبًا، ياتي تصريح زعيم المعارضة الفنزويلية، الذي أعلن نفسه رئيسًا مؤقتًا للبلاد وبديلًا لنيكولاس مادورو، بأن” عملية إرساء العلاقات مع “إسرائيل بلغت ذروتها”، مشيرًا إلى نيته بافتتاح سفارة جديدة في البلاد في الوقت المناسب وتعيين سفير لبلاده في “إسرائيل”.وفي تقرير نشرته الجزيرة نت في آذار 2019، يشير المحلل السياسي الفنزويلي من أصل عربي باسم تاج الدين إلى علاقة الموساد الإسرائيلي مع قوى الدفاع عن النفس المتحدة الكولومبية، التي تعد جزءا من القوات شبه العسكرية الكولومبية، كما يشير إلى الدور الذي يقوم به الطرفان لزعزعة الاستقرار في فنزويلا. ويوضح أنه من المعروف أن قادة في الجيش الإسرائيلي كانوا يدرّبون تلك القوات غير النظامية إضافة لتزويدهم بالأسلحة، وبما أن كولومبيا تتقاسم الحدود مع فنزويلا، فقد استغل الموساد ذلك لتنفيذ مخططه داخل فنزويلا من خلال الاستعانة بقوات محلية. وفي 14 أوعسطس 2019، كشفت هيئة البث الإسرائيلية الرسمية "كان" أن وفدا من المعارضة الفنزويلية كان زار إسرائيل قبل عدة اشهر واجتمع مع مسؤولين اسرائيليين. وذكرت "كان" أنه خلال الزيارة طالب أعضاء الوفد تقوية العلاقات مع إسرائيل وتعزيز العلاقات الديبلوماسية بين البلدين. وكان "غوايدو" قد اعلن قبل يوم، أنه سيعين ممثلا من قبله في إسرائيل. وقال احد أعضاء الوفد وفقا للتقرير خلال الزيارة انهم وجدوا تفهما إسرائيليا لمواقف أعضاء الوفد ضد نظام "مادورو" ، وصرح احد أعضاء المعارضة :"انطباعي كان إيجابيا تماما من الاجتماعات، هناك تفهما لمشاكل الشعب الفنزويلي".
2020
ذكرت وسائل إعلام إسرائيلية، في 8 أوغسطس 2020، أن "زعيم المعارضة الفنزويلية "خوان غوايدو"، سيعمل على استئناف العلاقات مع إسرائيل بعد 11 عاما من القطيعة.
2023
اتهم الرئيس الفنزويلي، "نيكولاس مادورو"، الاثنين الموافق 9 أوكتوبر 2023، إسرائيل بارتكاب «إبادة جماعية» بحقّ الفلسطينيين في قطاع غزة الذي قرّرت إسرائيل فرض «حصار مطبق» عليه، ممّا دفع الأمين العام للأمم المتّحدة "أنطونيو غوتيريش" لإبداء «قلقه الشديد» إزاء تداعيات مثل هذه الخطوة، وفقا لما ذكرته وكالة «الصحافة الفرنسية». وقال مادورو في تصريح عبر التلفزيون إنّ «الأمين العام للأمم المتحدة أصدر بياناً، قرأناه بعناية، بياناً تحذيرياً وتنبيهياً من الإبادة الجماعية التي بدأت ضدّ الشعب الفلسطيني في غزّة" وأضاف الرئيس الفنزويلي «سبق لنا أن شهدنا في الماضي مذابح، مجازر وحشية، بحقّ الشعب الفلسطيني»، معتبراً أنّ الفلسطينيين يتعرّضون لنظام «فصل عنصري جديد". وفي الحرب على غزة بعد عملية طوفان الأقصى، أدانت جمهورية فنزويلا، "جرائم الإبادة الجماعية" التي ترتكبها إسرائيل بحق أبناء الشعب الفلسطيني في قطاع غزة. وأكد وزير الخارجية الفنزويلي، "إيفان خيل" في بيان نشر على منصة "إكس" مساء الثلاثاء 31 أوكتوبر 2013، "رفض بلاده القاطع للإبادة الجماعية التي يتعرض لها الشعب الفلسطيني من قبل إسرائيل، والهجوم الجديد على مخيم جباليا للاجئين شمال قطاع غزة، الذي قتل وجرح فيه المئات من المدنيين". وأضاف: "تدين فنزويلا مرة أخرى الانتهاك المنهجي لمبادئ القانون الإنساني الدولي، وعدم مراعاة وتجاهل اتفاقيات جنيف من قبل دولة الاحتلال، الأمر الذي يشكّل جريمة حرب تتطلب تحقيقا دوليا مستقلا لتحديد المسؤولين عنها".
الحرب على غزة تُصلّب الموقف الفنزويلي:
من الواضح ان فنزويلا لا تفكر في إعادة العلاقات مع إسرائيل، فبعد مرور أكثر من 14 عاما على قطع علاقاتها، نجد أنها تنحاز أكثر لقطاع غزة والشعب الفلسطيني وضد الحرب والجريمة التي تتم بحقهما، بل نجدها تأخذ مواقف أكثر راديكالية وجذرية ضد إسرائيل، وهذا يتبدى من الموقف الذي أطلقه وصرح به وزير خارجية فنزويلا، ايفان جيل، يوم 19 نوفمبر 2023 المتمثل ب "دعم بلاده لفرض حظر نفطي على الكيان الإسرائيلي لوقف جرائمه بحق الفلسطينيين في غزة". وهذا يعني تطورا جديدا في الموقف وخاصة أن فنزويلا لا تصدر النفط لإسرائيل، ولا تقيم معها أي علاقات ديبلوماسية كما اضاف الوزير في ذات التصريح، ولكن ياتي هذا الموقف من أجل إيقاف الحرب على غزة كما أوضح. وهذا يشير لتفاقم العلاقة بين فنزويلا ودولة الاحتلال، مما سيشجع آخرين على اتخاذ خطوات مشابهة، كما يحصل مع جنوب أفريفيا.